# Домбровский, Андрей Анатольевич
Андре́й Анато́льевич Домбро́вский (укр. Андрій Анатолійович Домбровський; род. 12 августа 1995, Киев) — украинский футболист, полузащитник клуба «Брук-Бет Термалика».

## Биография
Андрей Домбровский родился в Киеве. Занимался футболом в ДЮСШ «Победитель», который впоследствии объединился с Ирпенской командой и получил название КОК ДЮСШ «Гарт-Рось». В чемпионате Украины U-16 выступал за киевскую «Смену-Оболонь», а в чемпионате Украины U-17 за киевскую «Звезду». После чего перебрался в Мариуполь и отыграл два сезона за «приазовцев» в первенстве U-19.
8 августа 2015 года начал профессиональную карьеру в составе киевского «Арсенала», игравшего тогда во второй лиге Чемпионата Украины. 22 июля 2018 года дебютировал за эту команду в Украинской Премьер-лиге в матче с ФК «Львов» (0:2), проведя весь матч и заработав предупреждение.

## Клубная статистика
| Сезон   | Клуб         | Лига         | Чемпионат | Чемпионат | Кубок | Кубок | Еврокубки | Еврокубки | Всего | Всего |
| Сезон   | Клуб         | Лига         | Игры      | Голы      | Игры  | Голы  | Игры      | Голы      | Игры  | Голы  |
| ------- | ------------ | ------------ | --------- | --------- | ----- | ----- | --------- | --------- | ----- | ----- |
| 2015/16 | Арсенал-Киев | Вторая лига  | 22        | 2         | 1     | 0     | —         | —         | 23    | 2     |
| 2016/17 | Арсенал-Киев | Первая лига  | 26        | 1         | 2     | 0     | —         | —         | 28    | 1     |
| 2017/18 | Арсенал-Киев | Первая лига  | 29        | 0         | 3     | 0     | —         | —         | 32    | 0     |
| 2018/19 | Арсенал-Киев | Премьер-лига | 29        | 0         | —     | —     | —         | —         | 29    | 0     |
| Итого:  | Итого:       | Итого:       | 106       | 3         | 6     | 0     | —         | —         | 112   | 3     |